# Bucznik (Pommeren)
Bucznik is een plaats in het Poolse district  Sztumski, woiwodschap Pommeren. De plaats maakt deel uit van de gemeente Stary Dzierzgoń en telt 80 inwoners.